# جمال‌الدین خانجانی
جمال‌الدین خانجانی، (زاده ۱۳۱۲)، از مسئولان جامعه بهایی یاران ایران است. وی پیش از انقلاب صاحب کارخانه بود ولی بعد از انقلاب سال ۱۳۵۷ تجارت خود را به خاطر اعتقاد به آئین بهائی از دست داد. وی در بسیاری از سال‌های دههٔ ۱۹۸۰ (دههٔ ۱۳۶۰) با تهدید به مرگ تحت تعقیب مأموران دولت جمهوری اسلامی ایران بود.

## زندگی‌نامه
وی در تاریخ ۵ مرداد ۱۳۱۲ در شهر سنگسر (دازگاره افشار) به دنیا آمد و در مزرعه‌ای در سمنان بزرگ شد. تحصیلاتش را تا حد دیپلم ادامه داد؛ و پس از آن جذب بازار کار شد و در زمینه تولیدات صنعتی فعالیت کرد.
وی مدتی کارمند شرکت پپسی‌کولا در ایران بود و در آنجا ریاست قسمت سفارش‌ها را به عهده داشت. بعد از آن شرکتی برای تولید زغال تأسیس نمود و سپس به تأسیس کارخانهٔ تولید آجر پرداخت که اولین کارخانه‌ای در نوع خود بود که مراحل تولیدی را به صورت خودکار درآورد.
در اوائل دههٔ ۱۳۶۰، به علت اعتقاد به آئین بهائی مجبور به تعطیلی کارخانه شد. مسئله‌ای که بیکاری اکثر کارمندان را به دنبال آورد و در نهایت، دولت آن کارخانه را مصادره نمود.
جمال‌الدین خانجانی در جامعهٔ بهائی عضوی فعال بود. عضویت در محفل روحانی محلی اصفهان، عضویت هیئت معاونت در حد ناحیه‌ای، و عضویت در سومین محفل روحانی ایران (محفل روحانی ملی) در اوائل دههٔ ۱۳۶۰ برخی از فعالیت‌های وی می‌باشند. پس از اعدام چند تن از اعضای محفل روحانی ایران و محدودیت‌های فعالیت‌های مذهبی، خانجانی مزرعه‌ای با تجهیزات ماشینی تأسیس کرد، که این فعالیت نیز با محدودیت‌های متعددی مواجه شد به طوری که امرار معاش را دشوار می‌نمود. این محدودیت‌ها به اولاد و بستگان ایشان هم تعمیم داده شد چنان‌که دریافت وام، داد و ستد تجاری و سفر به خارج از ایران برای آن‌ها ممنوع و دشوار شد.

### زندگی شخصی
خانجانی در اواسط دههٔ دههٔ ۱۳۳۰ با اشرف سبحانی ازدواج کرد و صاحب چهار فرزند به نام‌های فریدا (ساکن چین)، ماریا، علاءالدین و امیلیا شد.

## بازداشت و زندان
جمال الدین خانجانی در ۲۵ اردیبهشت ۱۳۸۷ در منزل خود دستگیر و به زندان اوین منتقل شد. وی به همراه سایر اعضای گروه یاران ایران در ابتدا به ۲۰ سال زندان محکوم شد. این حکم بعدها به ۱۰ سال کاهش یافت. مقامات زندان با وجود کهولت سن و بیماری قلبی به او مرخصی ندادند و حتی با مرخصی وی بابت شرکت در مراسم درگذشت همسرش نیز مخالفت کردند. خانجانی در طی دوران ۱۰ ساله حبس، اذیت و آزارهای دیگری را نیز متحمل شد. چند تن از خویشاوندان نزدیک و اعضای خانواده وی بازداشت و زندانی شدند و خانه و زمین کشاورزی او تخریب شد. او در سال ۱۳۹۷ پس از پایان تحمل ۱۰ سال حبس در سن ۸۴ سالگی از زندان آزاد شد.
شیرین عبادی پرونده وکالت جمال الدین خانجانی و شش تن دیگر از مسئولان جامعه بهایی (یاران ایران) را بر عهده داشت. پس از او، عبدالفتاح سلطانی به همراه مهناز پراکند و هادی اسماعیل‌زاده وکالت وی و دیگر اعضای یاران ایران را به عهده گرفتند.
خانجانی پیش از این نیز سه بار دستگیر و زندانی شده بود. در اواخر دههٔ ۱۳۶۰، بعد از اینکه سال‌ها متواری بود، دستگیر و به مدت دو ماه زندانی شد. در این مدت مورد بازجوئی قرار گرفت ولی در طی آن توانست راه را برای متقاعد کردن مسئولان امور باز کند که از ویژگی صلح آمیز آئین بهائی آگاهی یابند. در نتیجهٔ این اقدام، ایشان و بسیاری دیگر از زندانیان بهائی آزاد شدند.

### واکنش‌ها
بان کی مون دبیرکل سازمان ملل چندین بار نگرانی خود را از وضعیت یاران ایران اعلام کرده‌است از جمله در گزارش میان دوره‌ای از وضعیت حقوق بشر درایران در ماه مارس ۲۰۱۱. کمیسر عالی حقوق بشر سازمان ملل متحد نیز این موضوع را در نامه‌ها و ملاقات‌هایش با مقامات ایرانی پیگیری کرده‌است. او از این موضوع ابراز نگرانی کرده‌است که اتهامات وارده بر این افراد به معنای زیرپا گذاشتن تعهد ایران به میثاق بین‌المللی حقوق مدنی و سیاسی به خصوص در زمینهٔ آزادی دین و آزادی عقیده است. کنگره و وزارت امور خارجه آمریکا، پارلمان اروپا، عفو بین‌الملل، سازمان دیده‌بان حقوق بشر و بسیاری از نهادهای حقوق بشری دیگر اتهامات وارده بر جمال الدین خانجانی و شش مدیر دیگر جامعه بهائی را بی‌اساس دانسته و خواستار آزادی فوری آنها شده بودند.
همچنین آی وی‌وی هنرمند معترض چینی در سال ۲۰۱۵ میلادی در موزه زندان آلکاتراس نمایشگاهی با عنوان «قهرمانان زمانه ما» برگزار کرد که در آن ۱۷۶ زندانی عقیده از سراسر دنیا را با میلیونها لگو به تصویر کشید. سهم ایران ۲۶ زندانی بود که جمال‌الدین خانجانی و شش عضو دیگر گروه یاران ایران را نیز شامل می‌شد.